# 16689 Vistula
16689 Vistula è un asteroide della fascia principale. Scoperto nel 1994, presenta un'orbita caratterizzata da un semiasse maggiore pari a 3,1562526 UA e da un'eccentricità di 0,1567664, inclinata di 11,60368° rispetto all'eclittica.